# Speedrun

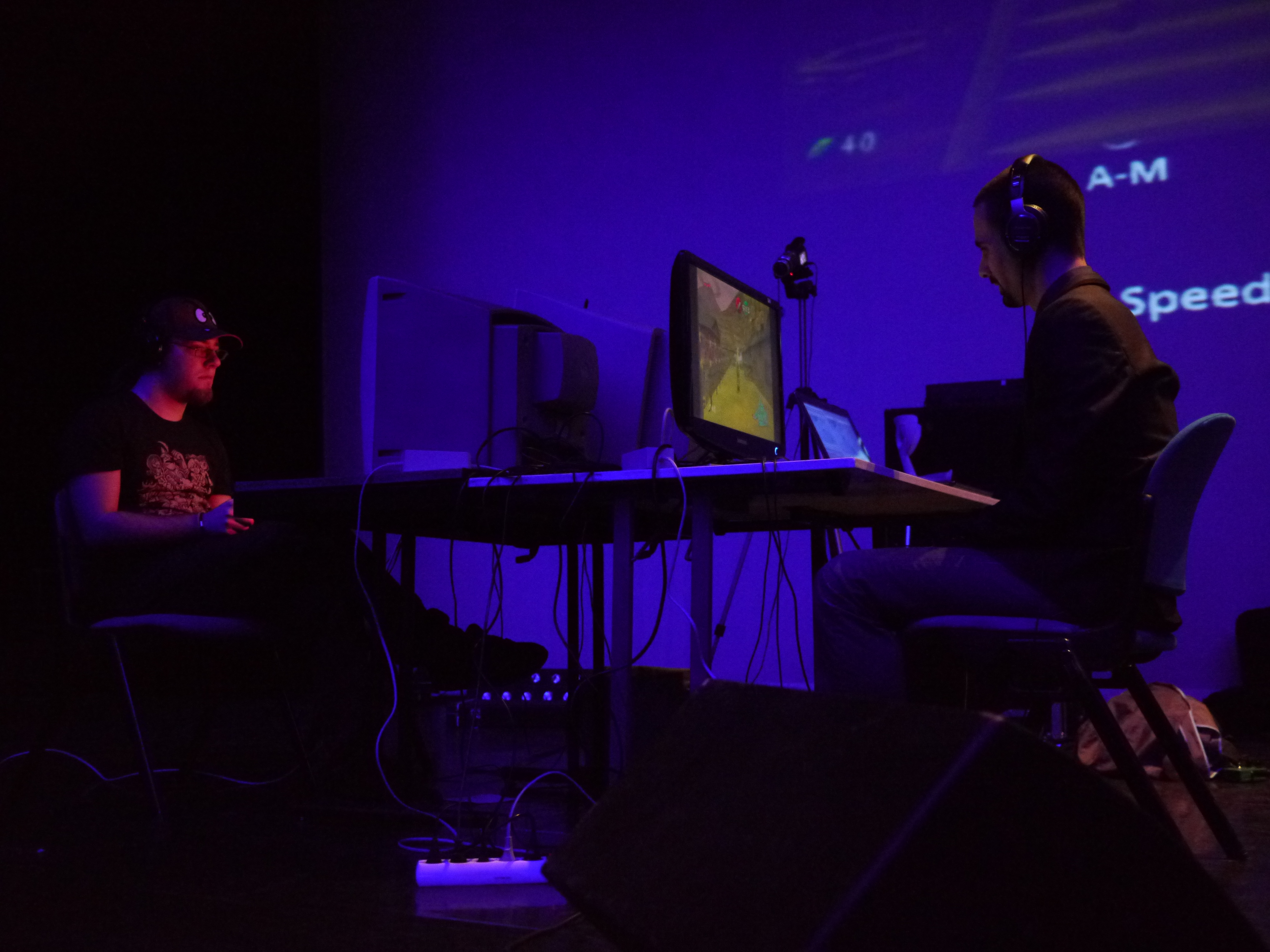
Speedrun von Ocarina of Time auf dem Mang'Azur Festival (2013)

Unter einem Speedrun (engl. speed für „Geschwindigkeit“ und run für „Lauf“, übersetzt in etwa Schnelldurchlauf) versteht man das Durchspielen eines Computerspiels oder eines einzelnen Segments eines solchen in möglichst kurzer Zeit. Speedruns folgen meist optimierten Routen, die je nach verfolgtem Regelwerk auch das Ausnutzen von „Glitches“ erlauben, so dass gewisse Abschnitte übersprungen oder schneller als vom Entwickler beabsichtigt abgeschlossen werden können. „Tool-Assisted“ Speedrunning ist eine Unterkategorie des Speedrunnings, bei der technische Hilfsmittel wie Emulationssoftware eingesetzt wird, um das Spiel zu verlangsamen und eine präzise gesteuerte Abfolge von Eingaben zu erzeugen.
Viele Spiele entwickeln Speedrun-Communities um sich, in denen die verwendeten Lösungswege für das jeweilige Spiel perfektioniert werden. Die Ranglistenplatzierungen auf Plattformen wie Speedrun.com ist dabei die wichtigste Wettbewerbsmetrik für die Disziplin und Grundlage für die Festlegung eines Kategorie bezogenen Regelwerks. Aufnahmen und Livestreams von Speedruns werden häufig auf Plattformen wie YouTube und Twitch geteilt. Speedruns werden manchmal auf Marathon-Veranstaltungen präsentiert, bei denen mehrere Personen gegen oder miteinander Speedruns durchführen.

## Geschichte
Doom war das erste Spiel, zu dem sich eine Fangemeinde entwickelte, deren Ziel als Speedrunning bezeichnet werden kann. In Newsgroups und über Webseiten und FTP-Server wurden ab etwa 1994 Doom-Demos ausgetauscht. Demos enthalten eine Aufzeichnung aller Eingaben des Spielers, was es ermöglichte, ohne das Austauschen von Videodateien die eigenen Speedruns anderen Spielern zugänglich zu machen. Damals wären die für Einzelpersonen verfügbaren Internet-Bandbreiten zu niedrig für Videos gewesen, außerdem war Ausrüstung zur digitalen Aufnahme des Spielemonitors nicht leicht zugänglich bzw. teuer. Viele frühe Speedrun-Communities, deren Spiele nicht über eine Demo-Funktion verfügten, verließen sich daher auf gegenseitiges Vertrauen in Zeiten, die ohne Beweise in Foren geteilt wurden, oder Spieler zeichneten Konsolen-Speedruns auf VHS-Kassetten auf, die dann Moderatoren per Post zugesendet wurden.
Im 1996 erschienenen 3D-Shooter Duke Nukem 3D spielten die Entwickler von 3D Realms auf Speedruns an, indem sie am Ende jedes Levels außer der Zeit des Spielers (Your Time) auch eine meist sehr viel kürzere Zeit einblendeten (3D Realms Time).
Einer breiteren Öffentlichkeit bekannt wurde Speedrunning über das 1997 veröffentlichte Quake Done Quick Project, in dem der Doom-Nachfahre Quake gespielt wurde. Später folgten Quake Done Quicker, Quake Done Quick with a Vengeance und Scourge Done Slick, in denen zusätzlich zum hervorragenden Speedrunning auch eine humorvolle Story und Kameraperspektiven aus der dritten Person genutzt wurden, wodurch die QdQ Projekte unter anderem auch zu einem Vorreiter der Machinima-Bewegung wurden.
Zu dieser Zeit wurde in einigen Spielen bereits neben dem meist vorgesehenen High-Score auch um die beste Zeit gekämpft, wenn auch weniger organisiert als die Quake-Spieler. Besonders die Metroid-Reihe, die für bessere Zeiten leicht veränderte Abspänne zeigt, verführte zur Geschwindigkeit. The Legend of Zelda und die Super-Mario-Spiele waren ebenfalls beliebt, auch wenn bei Konsolenspielen die Verbreitung von Demos nicht möglich war.
Ein weiteres wichtiges Datum war der 20. November 2003, an dem eine Aufnahme für das Spiel Super Mario Brothers 3 fertiggestellt wurde, die anders als die meisten bisherigen Runs an einem Emulator mit technischen Hilfen gespielt wurde. Die Zeit von 11:04 des Japaners もりもと (Morimoto) galt lange Zeit außerhalb der Möglichkeiten eines menschlichen Spielers, und die Aufnahme erlangte in den Folgemonaten große Bekanntheit im Internet. Am 2. Juni 2007 wurde diese Zeit erstmals ohne Tools durch Freddy Andersson um eine Sekunde unterboten und er konnte diese Zeit am 25. Oktober 2009 auf 10:48 verbessern. Schon früher gab es Quake-Runner, die auf technische Hilfsmittel zurückgriffen, allerdings wurden diese tool-assisted Quakeruns außer Konkurrenz gewertet. Morimotos Video war allerdings nicht als besonders gekennzeichnet, und so fühlten sich viele vom wahren Ursprung betrogen. In der Folge entwickelten sich aus Morimotos Video die Tool-Assisted Speedruns.
Die öffentliche Verbreitung von Speedruns ist nicht zuletzt eine Folge der Seite Speeddemosarchive, die nach langer Quake-Tradition ab November 2003 auch anderen Spielen geöffnet wurde und jahrelang die zentrale Anlaufstelle für klassische Speedruns im englischsprachigen Raum war. Durch den seit 2010 2-mal jährlich statt findenden Speedrun-Marathon Games Done Quick, welcher Spenden für einen wohltätigen Zweck sammelt, wird das Speedrunning in der breiten Bevölkerung zunehmend bekannter. Die Veranstaltung Summer Games Done Quick im Juli 2024 sammelte 2.576.741,39 US-Dollar an Spenden für Ärzte ohne Grenzen. Einen ebensowichtigen Beitrag zur Popularität von Speedruns leistete die Verbreitung des Livestreamings, insbesondere die Plattform Twitch, welche es ermöglichte, Speedrunner in Echtzeit zu verfolgen.
Bisqwits Seite tasvideos.org entwickelte sich ab 2004 zu einem Attraktor für Tool-Assisted Speedruns und bietet sich heute als Plattform für neue Runs an. Die seit 2014 bestehende Website speedrun.com wird insbesondere von neueren und kleineren Speedrunning-Communities, aber auch diversen großen Communities wie Minecraft und Super Mario 64 genutzt. Sie verzeichnet Stand Juni 2025 laut eigenen Angaben 2,4 Millionen Benutzer und über 48.000 verschiedene Spiele.
Immer wieder bauen Entwickler von Spielen bewusst Speedrun-Spielmodi in ihr Spiel ein, um etwa die Wiederspielbarkeit zu erhöhen oder um ein neues Schwierigkeitslevel zu schaffen. Ein Beispiel dafür sind die Indie-Plattformer Braid und Celeste.

## Methoden

### Gameplay-Strategien

#### Routenplanung
Routenplanung ist vor allem bei nichtlinearen Spielen sehr wichtig. Oft gibt es keine offensichtliche schnellste Route und manchmal ist die kürzeste Route langsamer als eine längere. Eine an sich kürzere Route kann so komplex sein, dass ein menschlicher Spieler sie praktisch unmöglich spielen kann, und der Runner muss einen Kompromiss zwischen Geschwindigkeit und Machbarkeit finden. Die günstigsten Routen sind allerdings oft so nicht von den Programmierern vorgesehen worden. Erfahrene Spieler finden oft Wege, Teile des Spiels in anderer Reihenfolge zu spielen als vorgesehen oder sogar ganze Teile zu überspringen. Diese Abkürzungen werden im Allgemeinen Sequence Breaking, zu deutsch in etwa Abfolge aufbrechen genannt. Sie sind möglich, weil die Designer sie übersehen oder absichtlich implementiert haben.
Das Optimieren einer solchen Route, also das Entwickeln einer zeiteffizienten Abfolge von Aktionen und die mechanische Perfektion dieser, gilt als grundlegender Prozess beim Speedrunning.

#### Glitches
Glitches sind Programmierfehler, die sich für Speedruns ausnutzen lassen. Im Gegensatz zu Sequence Breaks sind Glitches einfach nur Fehler im Spiel, die so nicht beabsichtigt waren. Bekannte Beispiele sind mangelnde Kollisionserkennungen, die der Spielfigur erlauben, durch solide Wände zu gehen, oder inkonsistenter Spielzustand, der in unvorhersehbarem Verhalten resultieren kann.
Diese Glitches können verwendet werden, um das oben beschriebene Sequence Breaking zu erzielen oder um Attribute des Spielcharakters, wie Bewegungsgeschwindigkeit oder Schaden an Gegnern, nach Wunsch zu verändern. Sogenannte Glitch-Hunter („Fehlerjäger“) konzentrieren sich darauf, für das Speedrunning nützliche Glitches im Spiel ausfindig zu machen. In einigen Spielen können Handlungen im Spiel die Ausführung beliebigen Codes (Arbitrary Code Execution) ermöglichen, so dass der Fortschritt im Spiel darüber teilweise kontrolliert werden kann. Mehrere Speedruns verwenden einen sogenannten „Credits Warp“, eine Kategorie von Fehlern, die dazu führen, dass der Abspann des Spiels abgespielt wird. Die Verwendung von Glitches und Sequenzunterbrechungen in Speedruns war historisch gemäß den Regeln der frühen Bestenlisten von Twin Galaxies nicht erlaubt. Als sich Speedrunning von Twin Galaxies zu unabhängigen Online-Bestenlisten verlagerte, wurde ihre Verwendung immer häufiger. Grundsätzlich ausgeschlossen und „verboten“ ist das Verwenden von Cheats, um sich Vorteile zu verschaffen.

### Tool-Assisted Speedruns
Toolgestützte Speedruns kamen auf, um näher an die theoretisch mögliche untere Grenze des Zeitbedarfs fürs Durchspielen zu kommen. Durch die begrenzte menschliche Reaktionszeit und physische Einschränkungen ist es nicht möglich, die richtige Eingabe exakt genau zu tätigen, oder Eingaben mit hoher Frequenz auszuführen. So wurde beim Aufkommen von Emulatoren für ältere Konsolen wie NES, SNES und Sega Mega Drive versucht, mit Programmen die Abläufe zu optimieren. Die Fähigkeiten dieser Emulatoren, Spiele in Zeitlupe zu spielen, zu pausieren, Schritt für Schritt durch die Frames zu gehen und dabei Aufnahmen der Steuereingaben zu machen, führten zu den Tool-Assisted Speedruns (TAS). Diese verstehen sich nicht mehr als Wettstreit um den besseren (menschlichen) Spieler, sondern widmen sich dem Ziel, die optimal mögliche Zeit zu erreichen und daraus unterhaltsame Videos zu produzieren. Anders als Speedruns sind TAS oft Teamarbeit und werden von diversen Autoren über längere Zeitspannen, bis hin zu mehreren Jahren, erstellt. Das technische Ergebnis eines TAS ist nicht das Spielevideo wie bei Speedruns, sondern die präzise Abfolge der Eingaben, die bei jedem Abspielen zum selben Ergebnis und derselben Zeit führt. Diese Eingaben werden mit dem TAS-Video zusammen veröffentlicht, beispielsweise bei jeder Einreichung auf tasvideos.org.
Um einen TAS produzieren zu können, benötigt es ein darauf zugeschnittenes Programm, welches bei Emulatoren oft integriert ist. Dann kann man für jeden Frame innerhalb des Spiels vollständig festlegen, welche Eingaben vom Controller kommen sollen, beispielsweise in welchem Winkel und Entfernung zum Ursprung ein Analog-Stick steht und welche Tasten gedrückt sind. Das und die Möglichkeit, jederzeit zu einem beliebigen vorherigen Frame des Spiels zurückzuspringen (etwa bei einer nicht optimalen Eingabe), ermöglichen einen optimalen Spielverlauf. Vereinfacht wird dieser Vorgang durch die Möglichkeit, Abfolgen von Spieleingaben zu kopieren und später zu wiederholen, etwa wenn bestimmte Abschnitte des Spiels öfter durchlaufen werden müssen. Weitere Möglichkeiten bieten sich durch die oben erwähnten Möglichkeiten, das Spiel langsamer ablaufen zu lassen, zu pausieren und Schritt für Schritt durch Frames oder noch kleinere Zeiteinheiten durchzugehen. Zusätzliche Werkzeuge, die zur Erstellung eines TAS verwendet werden, sind Programme zur Speicheransicht, die eine genauere Analyse des Spielzustands ermöglichen, sowie selbstentwickelte Skripte und andere Automatisierungen, die beispielsweise per Brute Force eine optimale (oder die einzig mögliche) Eingabefolge finden können.
Für die Produktion eines TAS ist es essentiell, dass es im Spiel keinen echten Zufall gibt, sondern alles bei jedem Durchgang exakt gleich abläuft. Ein großes Hindernis hierbei können die in Computerspielen häufiger verwendeten Zufallszahlengeneratoren (Random Number Generator) sein, die pseudozufällige Zahlen erzeugen und den Spielverlauf anhand dieser beeinflussen. Da bei einem TAS Zufallszahlen bei jeder neuen Abspielung neu berechnet werden, würde eine vorher eingespeicherte Abfolge von Eingaben ein anderes, höchstwahrscheinlich nicht mehr optimales Ergebnis erzielen. Trotzdem müssen RNGs nicht umgangen oder der Berechnungsalgorithmus ermittelt werden. Da ein Computer nicht in der Lage ist, absolut zufällig Zahlen zu generieren, wird die zu generierende Zahl anhand von Faktoren erzeugt, die mit Eingaben des Spielers zusammenhängen. Das kann zum Beispiel die bisher angezeigte Anzahl von Frames sein, oder der Winkel des Analogsticks zu einem bestimmten Zeitpunkt des Spiels. Da manche Algorithmen nur von den Eingaben des Spielers abhängen, kann auch die generierte Zahl bei jedem Spieldurchlauf exakt gleich sein, da die durch einen TAS generierten Eingaben bei jedem Spieldurchlauf unverändert sind. Allerdings kann die Ermittlung (Dekompilierung) des Berechnungsalgorithmus bei der Produktion eines TAS hilfreich sein, da bestimmte Ergebnisse einen schnelleren Spielverlauf ermöglichen können. So kann es vorkommen, dass ein TAS an bestimmten Punkten des Spiels einen nicht absolut optimalen Weg nimmt, um ein bestimmtes Ergebnis zu erzielen und später die durch die Manipulierung (luck-manipulation oder RNG-manipulation genannt) verlorene Zeit mehr als aufzuholen.
Zu den Vorläufern von Tool-Assisted Speedruns können Segmented Runs gezählt werden. Um einen solchen Speedrun zu erstellen, wird keine besondere TAS-Software benötigt. Das Spiel wird lediglich in Abschnitte unterteilt, die beliebig oft wiederholt werden können, bis mit der Aufnahme des nächsten Abschnitts begonnen wird.
Eine Geschwisterkategorie von Tool-Assisted Speedruns stellen die ebenfalls mit TAS abgekürzten Tool-Assisted Superplays dar. Hier geht es nicht um das Erreichen eines Zeitziels wie bei gewöhnlichen Speedruns, sondern um das Erreichen eines unabhängigen, arbiträren Ziels, welches dennoch Zeit als Faktor beinhalten kann.
Bekannte Beispiele für Tool-Assisted Speedruns und Superplays:
- HappyLee’s Super Mario Bros.-TAS von 2011[20] gilt mit einer Laufzeit von 4 Minuten und 57,31 Sekunden als perfekt (ohne Ausnutzung anderer Spielemodule). Trotz intensiver Forschungsarbeit vieler Beteiligter in den folgenden Jahren konnte diese Zeit bisher (Stand 2025) nicht unterboten werden. Ein solches Ergebnis ist in der TAS-Welt äußerst selten. Die besten menschliche Spieler kommen bis auf etwa eine Sekunde an den TAS heran.
- Die A-Button-Challenge[21][22] besteht im Versuch, Super Mario 64 durch möglichst wenige Nutzungen des A-Knopfs (Springen) durchzuspielen. Die Superplays, welche alle 120 Sterne (d. h. 100 %) des Spiels mit insgesamt weniger als 20 A-Knopf-Eingaben erreichen, benutzen überaus komplizierte und nicht menschenmögliche Techniken, für deren Erstellung unter anderem ein spezialisierter Spielinspektor names STROOP[23] und ein vollständiges Dekompilat des Spiels erstellt wurde. Die Entwicklung der TAS wird seit etwa 20 Jahren von einer großen Zahl an Entwicklern vorangetrieben.
- Das Ocarina-of-Time-Superplay „Triforce% ACE Showcase“ von 2024[24] benutzt einige tiefgreifende Glitches im Spiel, um per Controllereingabe große Mengen an Code und Daten in den Speicher zu schreiben. In der Folge erhält der Spieler Zugriff auf diverse Debug- und Beta-Funktionalität des Spiels, sowie vollständig neuentwickeltem Spielinhalt (Mod), einschließlich live aus dem Internet übertragener Chatnachrichten.
- Super Mario 64 Tool-Assisted Speedrun „1-key“ in etwa 4 Minuten[25], d. h. mit so minimalem Durchspielen, dass gerade einmal 1 Schlüssel eingesammelt wird.
- Celeste 100 % in 1:16 Stunden[26]

## Kategorisierung und Ranking
Speedruns sind in verschiedene Kategorien unterteilt, die einem Spieler zusätzliche Einschränkungen auferlegen. Es ist dabei üblich, dass die Kategorienbeschränkungen eine bestimmte Menge an Inhalten erfordern, damit ein Speedrun als abgeschlossen gilt. Jedes Videospiel kann seine eigenen Speedrun-Kategorien haben, aber einige Kategorien sind unabhängig vom Spiel populär:
GlitchlessIn einem Glitchless Speedrun wird der Speedrun ohne Ausnutzen von Programmierfehlern (Glitches) durchgeführt. Welche Methoden hier zu den intendierten Spielmechaniken und welche bereits zu Glitches zählen, kann Gegenstand heftiger Diskussionen sein.
100%Diese Kategorie hat ihren Ursprung im ersten Teil von Doom. Das Spiel zeigte dem Spieler beim Abschließen des Levels an, wie viel Prozent der versteckten Extras er gefunden und wie viel Prozent der Gegner er besiegt hatte. In beidem 100 % zu erreichen, etablierte sich als eigene Kategorie. Was bei einem Spiel in einem 100%-Run alles erreicht werden soll, ist allerdings nicht immer eindeutig, wenn das Spiel keine eigene Definition davon mitbringt.
Low%Statt 100 % Vollständigkeit kann der Spieler auch versuchen, nur das absolute Minimum einer gewissen Art von Spielfortschritt zu erfüllen und trotzdem das vereinbarte Ziel zu erreichen. In einigen Spielen ist dies deutlich weniger als beim ersten Durchspielen vermuten werden könnte und geht durch den Verzicht auf den gewöhnlichen Spielfortschritt meist mit besonderen Hürden einher, die oft nur über abstraktere Spielmechaniken oder Glitches bezwungen werden können.
Any%Diese Kategorie legt den Spielern keine Einschränkung bezüglich des prozentualen Vollständigkeitgrads auf.
Speedrunner messen sich in diesen Kategorien nach den erzielten Zeiten in Online-Bestenlisten. Laut Wired ist Speedrun.com die populärste Website für Speedrun-Bestenlisten. Stand Juli 2021 beherbergt die Website Bestenlisten für über 20.000 Videospiele. Spieler zeichnen ihre Speedruns normalerweise auf, um eine genaue Zeitmessung im Nachhinein zu garantieren und eine Verifizierung durch Dritte zu ermöglichen. Es werden oft Timer implementiert, die den Fortschritt des Spielers in Echtzeit verfolgen. Die Überprüfung wird normalerweise von Moderatoren der Plattformen für Speedrun-Ranglisten durchgeführt, die die Einsendungen überprüfen und die Gültigkeit einzelner Speedruns bestimmen.

## Cheating
Ähnlich wie in anderen Wettkämpfen gibt es auch beim Speedrunning mehrere Methoden, mit denen sich Spieler versuchen, unfaire Vorteile zu verschaffen:
SplicingSplicing ist die im Speedrunning bei weitem populärste Betrugs-Methode. Hierbei wird ein Speedrun nicht wie üblich am Stück aufgenommen, sondern aus verschiedenen Videoschnipseln zusammengesetzt. Dadurch können schwierige Segmente bis zur Perfektion wiederholt und im Nachtrag zu einem scheinbar kontinuierlichen Versuch kombiniert werden.
TASbottingBeim TASbotting zeichnet der Spieler seine Controller-Eingaben als Tool-Assisted Run in einem externen Gerät auf, um dieses Gerät dann die Eingaben auf einer echten Konsole wiedergeben zu lassen. So können wie beim Splicing die Eingaben einzelner Segmente kombiniert werden und Eingaben können, wie für Tool-Assisted Runs üblich, Frame für Frame getätigt werden. Solange diese Eingaben für einen Menschen authentisch sind, sind solche Manipulationen an dem daraus entstehenden Videoprodukt deutlich schwerer zu erkennen als Splicing. Werden TAS hingegen nicht auf der originalen Hardware ausgegeben, sondern wie üblich auf Emulatoren, lässt sich bei entsprechender Begutachtung teilweise aus dem resultierenden Video feststellen, dass solche Hilfsprogramme verwendet wurden, da Emulatoren die angestrebte Hardware nie perfekt nachahmen (siehe Konsolenspiele).
ModdingDas Modifizieren von Spielen, insbesondere Computerspielen, ist eine andere häufig auftretende Methode, um die eigenen Zeiten zu verbessern. Allerdings ist diese gerade in stark kompetitiven Bereichen eine recht auffällige Manipulation, da die Speedruns im oberen Bereich von Leaderboards immer wieder von anderen Spielern analysiert werden, um reproduziert werden zu können. Diskrepanzen zwischen den eigenen Möglichkeiten und einem Speedrun in den Leaderboards werden dadurch häufig aufgedeckt. Populär sind hier Modifikation von zufallsgenerierten Mechaniken (RNG), wie z. B. die Häufigkeit mit denen das Spiel für den Speedrun förderliche oder notwendige Gegenstände ausschüttet. Solche Modifikationen sind weniger auffällig, da sie nur durch direkten Zugriff auf die Spieldateien oder durch versuchs-übergreifende statistische Auswertungen von Glück unterschieden werden können. Für besonderes Aufsehen in diesem Bereich sorgte in den Jahren 2020/21 eine Kontroverse um den Minecraft-Speedrun des YouTubers Dream.
Um die meisten dieser Methoden zu unterbinden, verlangen viele Ranglisten neben der Aufnahme des Bildschirms auch ein Video der Hände auf dem Controller oder der Tastatur („Handcam“), damit prüfende Moderatoren sicherstellen können, dass die Eingaben auch wirklich in der angegebenen Kombination und von einem Menschen getätigt wurden.

## Gemeinschaft
Für viele Speedrunner ist die Gemeinschaft ein wichtiger Teil ihres Hobbys. Der Austausch erfolgt meist online über Discord-Server, die auf ein bestimmtes Spiel ausgerichtet sind, aber es gibt auch Veranstaltungen, die sich an die gesamte Gemeinschaft richten:

### Marathons
Bei Speedrunning-Marathons werden eine Reihe von Speedruns durch verschiedene Spieler dargeboten. Die Speedruns bei Marathons werden oft live kommentiert und zielen nicht darauf ab, einen Weltrekord zu brechen, sondern den Zuschauern ein Spiel vorzustellen und Unterhaltung zu bieten. Weltweit werden viele Marathons dieser Art abgehalten, dabei ist die größte Veranstaltung Games Done Quick, ein halbjährlicher Marathon, der in den Vereinigten Staaten stattfindet. Bis Januar 2022 hat dieser seit seiner Gründung im Jahr 2010 über 37 Millionen US-Dollar für Wohltätigkeitsorganisationen gesammelt. Der größte Marathon Europas ist die European Speedrunner Assembly in Schweden. Beide Events übertragen die Speedruns auf Twitch und sammeln Geld für verschiedene Wohltätigkeitsorganisationen.

### Speedrun-Races
Rennen (engl. „Races“) zwischen zwei oder mehr Speedrunnern sind ein beliebtes Wettkampfformat. Sie verlangen von den Spielern, dass sie sich von Rückschlägen während eines Speedruns erholen können, da sie nicht von vorne beginnen können. Gelegentlich werden Speedrun-Races auch bei Marathons abgehalten; so ist ein 4-Personen-Rennen in Super Metroid ein beliebtes wiederkehrendes Ereignis bei Games Done Quick. Spielmodifikationen, die die Positionen von Gegenständen und anderen Inhalten im Spiel zufällig verändern, sogenannte Randomizers, sind unter Speedrunnern beliebt und werden auch bei Rennen und Marathons eingesetzt.
Im Jahr 2019 organisierte die Global Speedrun Association ein Speedrun-Turnier namens PACE, welches Preisgeld beinhielt. Speedrunner kritisierten das Format, da es Anreize setze, neue Strategien vor der Gemeinschaft geheim zu halten und Spiele ohne Preisgeld zu ignorieren.

## Besonderheiten nach Medium

### Digitale Spiele
Bei Spielen, die in digitaler Form vertrieben werden, haben deren Entwickler die Möglichkeit, Patches zu veröffentlichen, die Programmierfehler beheben. Dies kann die kleinstmögliche Zeit zum Absolvieren des Spiels verlängern oder verkürzen. Wenn ältere Versionen des Spiels für neue Spieler nicht leicht erhältlich sind, kann das zum Ausschluss dieser Versionen durch die Gemeinschaft führen. Bei anderen Spielen wird nach Version getrennt um die Bestzeit konkurriert, zum Beispiel bei Minecraft.

### Konsolenspiele
Konsolenspiele zeichnen sich durch standardisierte Hardware und zumindest ehemalig durch Spiele ohne Patchmöglichkeit aus. Das vereinfacht deutlich die Vereinheitlichung der Titel und somit die Vergleichbarkeit der Speedruns. Allerdings verringert es insbesondere bei älteren Titeln die Zugänglichkeit, da man als Spieler auf die Verfügbarkeit von originaler Hardware angewiesen ist.
Diese Hürde brachte Emulatoren, also Nachahmungen der originalen Spiele auf neuer Hardware, als Alternative auf. Diese Bewegung ist bis heute Gegenstand vieler Diskussion und wird für viele Titel individuell gehandhabt. Zu den größten Kritikpunkten von Emulatoren zählen die teilweise zu den Konsolen bestehenden Performance-Unterschiede, wie verkürzte Ladezeiten oder das Ausbleiben von Lags, und die vielfältigen Möglichkeiten des Betrugs, die mit Emulatoren einhergehen. So ist es möglich TAS-Eingaben zu implementieren, Makros für mehrere Eingaben zu setzen oder Mods und Skripts zu verwenden, um das Spiel direkt zu beeinflussen oder sich mehr Informationen, als dem Spieler eigentlich zugänglich sind, anzeigen zu lassen.

### PC-Spiele
PC-Spiele zeichnen sich zwar durch eine große Zugänglichkeit, aber auch durch deutliche Performance-Unterschiede der verwendeten Computer aus. Daher werden solche Titel in aller Regel über Speedrun-Timer verglichen, die Ladezeiten nicht aufzeichnen.:20 Ein weiterer Aspekt bei PC-Spielen ist, dass diese aufgrund der Plattform deutlich offener gestaltet sind, und daher das Timen, Aufnehmen und Streamen oft erleichtert wird.